# سيرخيو ألفاريز
سيرخيو ألفاريز (بالإسبانية: Sergio Álvarez Conde)‏ مواليد 3 أغسطس 1986 في كاتويرا، إسبانيا، هو لاعب كرة قدم إسباني سابق، كان يلعب مع سلتا فيغو كحارس مرمى.

## روابط خارجية
- سيرخيو ألفاريز على موقع قاعدة بيانات كرة القدم.إي يو (الإنجليزية)
- سيرخيو ألفاريز على موقع Soccerbase.com (لاعب) (الإنجليزية)
- سيرخيو ألفاريز على موقع Soccerway.com (الإنجليزية)
- سيرخيو ألفاريز على موقع عالم كرة القدم.نت (الإنجليزية)
- سيرخيو ألفاريز على موقع AS.com (الإسبانية)